# Митрофанова, Маргарита Михайловна
Маргари́та Миха́йловна Митрофа́нова (род. 30 января 1970, Москва) — российская радио- и телеведущая, музыкальный журналист и диджей. Лауреат премий Овация, Радиомания и Премии Попова.

## Биография
Родилась 30 января 1970 года в Москве.
Отец — Митрофанов Михаил Владимирович, адвокат, доцент юридического факультета МГУ. Мать — Митрофанова Ольга Семёновна, преподаватель филологического факультета МГУ.
В 1987 году окончила московскую спецшколу № 4 с углубленным изучением английского языка (сейчас № 1260). В этом же году поступила на юридический факультет МГУ имени М. В. Ломоносова, по окончании которого получила диплом юриста по гражданскому праву.
В 1993 году пришла работать диджеем на радиостанцию «Максимум», где вела дневные эфиры с 15:00 до 20:00 и, позднее с 14:00 до 18:00. Неоднократно освещала в радиоэфире церемонии Грэмми из Лос-Анджелеса и BRIT Awards из Лондона. Проработав в эфире радио «Максимум» в общей сложности 17 лет, в 2009 году решила покинуть радиостанцию.
В конце 90-х начале 2000-х сотрудничала с Земфирой в качестве пиар-агента. Также приняла участие в съемках клипа на песню Земфиры «Хочешь?».
В 1999 году сыграла эпизодические роли в комедийном сериале «33 квадратных метра»
С 3 августа 2009 года начала работать ведущей на радио «Маяк». В эфире радиостанции на протяжении четырёх лет выходило вечернее шоу «Old School». Это была музыкальная программа по заявкам радиослушателей, плейлист которой составлялся из зарубежных композиций, записанных до 1999 года включительно.
С сентября 2011 года совместно с Ольгой Шелест вела на «Маяке» вечернее разговорное шоу «Санта-Барбара». Программа выходила в эфир на протяжении двух лет.
В 2013 году, после ухода с радиостанции коллегой Ольги Шелест, стала соведущей утренней программы «Шоу имени Шопенгауэра» совместно с Сергеем Стиллавиным, Рустамом Вахидовым, Владиславом Викторовым и Тимом Кёрби.
С 23 апреля 2010 по 15 августа 2014 года являлась постоянной соведущей ток-шоу «Девчата» на телеканале «Россия 1» . На этом же канале в 2013 году вела телепроект «Хит».
Является постоянным колумнистом портала Звуки.ру.
С 3 апреля 2014 по 16 мая 2015 года вела дневное шоу на радио «Маяк» «Любовь и голуби» в дуэте с актрисой Марией Голубкиной.
С июня 2015 по июнь 2017 вела собственное шоу «Добро пожаловать, или посторонним вход воспрещен» на радиостанции «Маяк».
В 2017 году вела собственное дневное шоу «Дневная джигурда» на радио «Маяк» по будням с 14.00 до 16.00. Гостями Маргариты Митрофановой были известные учёные, актёры, музыканты и общественные деятели.
С 16 сентября по 30 декабря 2017 года ведущая программы «Новый дом» на НТВ.
С 2017 по 2018 год ведущая программы о путешествиях «Один день в городе» на канале «Моя планета».
С октября 2017 года в радиоэфир выходит шоу «Физики и Лирики» в соавторстве с известным музыкантом и ведущим Александром Пушным.
Замужем за Петром Братерским — режиссёр, оператор.
Дочь Полина Братерская, родилась в 2007 году.

## Дубляж и озвучивание
- 2005 — Роботы — Клёпка[2]

## Награды
- В 1995 г. — лауреат национальной премии «Овация» в номинации «Лучшая радиоведущая».
- В 1998 и 1999 гг. — лауреат премии музыкальных массмедиа «Знак качества» как «Радиоведущая года».
- В 1999 г. — лауреат премии Попова в номинации «Лучшая ведущая».
- В 2003 г — лауреат премии «Люди года» портала Rambler в категории «Радио».
- В 2003 и 2007 гг. — лауреат премии «Радиомания» в номинации «Лучшая ведущая музыкального эфира».